# Alzamiento carlista de 1855
El alzamiento carlista de 1855 fue un conflicto bélico que tuvo lugar en España, fundamentalmente en Cataluña, entre junio de 1855 y mediados de 1856. Se produjo seis años después de la guerra de los Matiners y fue la segunda intentona del conde de Montemolín.

## Origen y antecedentes
El temor que produjo en la corte la revolución de 1854 la llevó a buscar nuevas negociaciones para la reconciliación de las dos ramas de la familia real, a fin de oponerse juntos a los revolucionarios, enemigo común de ambas ramas de la dinastía. A este fin se comisionó a Eugenio de Ochoa para que se entrevistase con Antonio Arjona, representante del conde de Montemolín (Carlos VI para los carlistas). La entrevista tuvo lugar el 10 de febrero de 1855, verificándose después varias reuniones en Palacio, con asistencia de Francisco de Asís, conviniéndose las siguientes bases:
- 1.ª Isabel II y Francisco de Asís conservarían los honores de reyes;
- 2.ª El conde de Montemolín gobernaría con el nombre de Carlos VI;
- 3.ª La princesa Isabel (hija primogénita de los reyes) se casaría con el primogénito de Montemolín, y si este no tuviese hijo varón, con el primogénito del infante Juan; en ambos casos los futuros esposos se titularían segundos Reyes Católicos y tendrían iguales derechos;
- 4.ª Carlos VI abdicaría la corona cuando el presunto heredero tuviese veintidós años;
- 5.ª Se confirmaría en sus empleos y honores a los que habían militado en ambas ramas de la real familia, y
- 6.ª Una vez realizada la concordia se convocarían Cortes, según la costumbre antigua de España, para la regulación definitiva de la sucesión a la Corona.[1]

El conde de Montemolín se mostró conforme en lo esencial con estas bases, y entre él y Francisco de Asís mediaron cartas en que ambos hacían gala de nobleza y desinterés en aras de la reconciliación de la familia, de la consolidación de la dinastía y de la salvación y prosperidad de España.
El 10 de marzo de 1855 falleció Carlos María Isidro, siendo enterrado en Trieste, y con tal motivo se reunieron el conde de Montemolín, los infantes Juan y Sebastián, el conde de Chambord y otros personajes, tratándose de la cuestión de la conciliación. Lo más difícil era implantarla en la práctica, ya que se creía fundamentalmente que se opondrían los liberales progresistas y conservadores.
Hubo por entonces un proyecto de varios moderados para destronar a Isabel II y proclamar a Don Carlos, pero este se negó a tal cosa mientras no se hubiese realizado la concordia de las dos ramas familiares. Las negociaciones sufrieron una interrupción atribuyéndola Arjona a la intervención de Ochoa, que procuraba servir los intereses de María Cristina, adversa a los carlistas; pero en realidad porque el acuerdo sería inútil si no hubiera de producir resultado en la práctica y no se contase con fuerzas para imponerlo al país.

## El conflicto
Los carlistas realizaron grandes trabajos para producir un alzamiento, que fijaron para el mes de junio. No obstante, algunos se lanzaron al campo antes de tiempo, apareciendo partidas carlistas en Soria, Álava, Burgos y otras provincias, que fueron fácilmente reducidas por el capitán general de Burgos, Ignacio Gurrea, que prendió y fusiló a varios jefes de las mismas, como Corrales, Puelles y Hernando. En Navarra se levantaron Iribarren y el párroco Galán, siendo pronto batidos, refugiándose en Francia. En general, el alzamiento careció de simultaneidad y de concierto, abortando muchos preparativos.
Como en la guerra de los Matiners, donde tuvo más importancia fue en Cataluña, en la que entraron Marsal, Borges, Rafael Tristany, Estartús y otros emigrados, levantándose partidas numerosas, como las de Boquica, Comas y Juvany. Marsal fue investido del cargo de comandante general interino y Tristany —a quien acompañaban sus hermanos— del de comandante general de la provincia de Barcelona. El primero cayó herido y prisionero en Orriols, siendo fusilado en Gerona el 8 de noviembre de 1855.
Tristany, al frente de unos 200 hombres, logró sostenerse un año, teniendo que volver a emigrar. El ya mariscal José Borges venció e hizo prisionero al coronel López Claros en la acción de Comiols, fue vencido al día siguiente en Siurana y se batió en Gosol y Mas del Puig. Sin embargo, los carlistas no obtuvieron resultados por el poco apoyo del país y la persecución activa que realizó de ellos con su columna el general Bassols, así como las del brigadier Ríos y del coronel Rey, que les obligó a dispersarse. Posteriormente Don Carlos ordenó la retirada a Francia, cuando vio que resultaban inútiles sus esfuerzos, de modo que a mediados de 1856 la insurrección había terminado por completo.